# Galeria Łódzka
Galeria Łódzka ("Łódźgalleriet") er et varehus i centrum af Łódź ved Józef Piłsudskis allé 15/23, ikke langt fra Piotrkowska-gaden.
Varehuset blev åbnet den 24. oktober 2002. Det ble bygget af det polske firma Strabag Polska, mens investoren er tyske ECE Projektmanagment Polska.
Handelsgalleriet knytter, med sin arkitektur, an til de nærliggende postfabriksbygninger, skønt det er en helt ny konstruktion. Det har fire etager og form som bokstavet "L". Varehuset er bygget på et område som skråner nedover i retningen nord – syd. Derfor bliver det første niveau fra den nordlige indgang første etage i forhold til den sydlige stueetage.
Bygningen omgives af en fire etager høj, tildækket parkeringsplads med plads til 1400 biler. Handelsområdet udgør 40.000 m³. Inde i bygningen findes et indkøbscenter, med omkring 170 butikker og flere restauranter.
Galeria Łódzka blev i 2002 prisbelønnet af Den polske arkitektforening, og i 2004 fik den tildelt European Shopping Centre Award-prisen fra International Council of Shopping Centres. Begrundelsen var den dygtige indkomponering i bycentrummets infrastruktur, interessante arkitektur og rigtige adgang for biler og anden transport.

## Eksterne Henvisniner
Varehusets hjemmeside Arkiveret 11. august 2007 hos  Wayback Machine
51°45′32.1″N 19°27′55.0″Ø / 51.758917°N 19.465278°Ø